# Beaumont-les-Autels
Beaumont-les-Autels is een gemeente in het Franse departement Eure-et-Loir (regio Centre-Val de Loire) en telt 451 inwoners (1999). De plaats maakt deel uit van het arrondissement Nogent-le-Rotrou.

## Geografie
De oppervlakte van Beaumont-les-Autels bedraagt 20,5 km², de bevolkingsdichtheid is 22,0 inwoners per km².
De onderstaande kaart toont de ligging van Beaumont-les-Autels met de belangrijkste infrastructuur en aangrenzende gemeenten.

## Demografie
Onderstaande figuur toont het verloop van het inwonertal (bron: INSEE-tellingen).